# 下埃沙赫
下埃沙赫是德国巴登-符腾堡州的一个市镇。总面积33.07平方公里，总人口5928人，其中男性2979人，女性2949人（2011年12月31日），人口密度179人/平方公里。